# دزد أباد (جمع أبرود)
دزد أباد (بالفارسية: دزدآباد) هي قرية تقع في إيران في قسم جمع أبرود الريفي. يقدر عدد سكانها بـ 0 نسمة بحسب إحصاء 2016.